# Burgrave
Burgrave, (em alemão:  Burggraf; em neerlandês:  burg-graeve ou burch-graeve), provem da expressão latina burcgravius ou burgicomes, isto é, conde de um burgo, de um castelo ou de uma cidade fortificada. O título é originalmente equivalente àquele de castelão (em latim: castellanus), isto é, governador de um castelo ou de uma cidade fortificada.
Existiam quatro burgraviatos hereditários no Sacro Império Romano-Germânico: 
- Burgraviato de Antuérpia;
- Burgraviato de Magdeburgo;
- Burgraviato de Friedberga;
- Burgraviato de Nuremberga.